# Gewone worteluil
De gewone worteluil (Agrotis exclamationis) of het grasuiltje behoort tot de familie van de uilen. 

## Kenmerken
De meest opvallende kenmerken van deze vlinder zijn het dikke zwarte ‘uitroepteken’ en de duidelijke, van onder donker ingekleurde niervlek. De vleugellengte is 15 mm. De achtervleugels hebben een zijdeachtig wit uiterlijk en zijn alleen langs de rand zwak donker gekleurd.

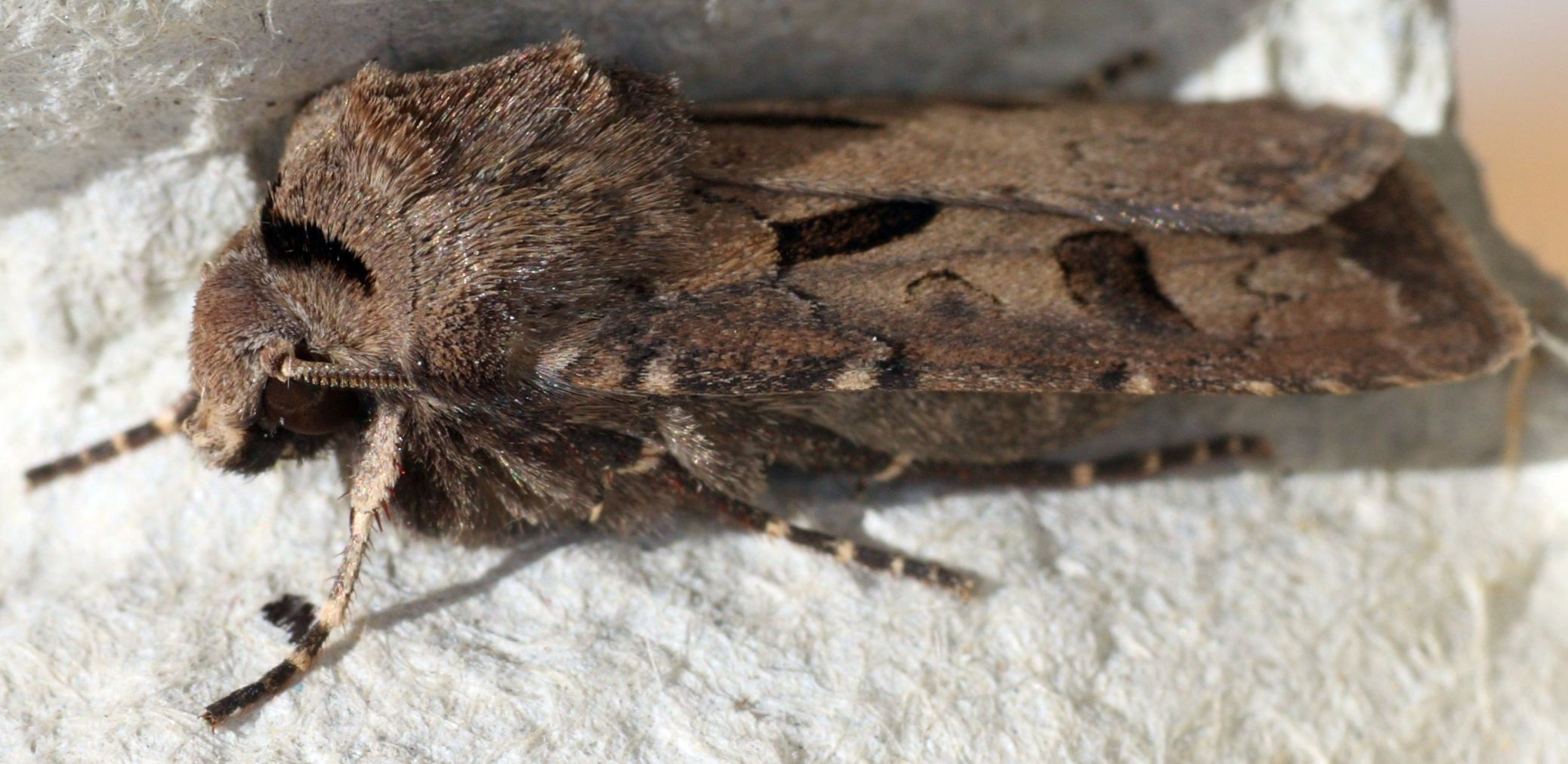
Profiel
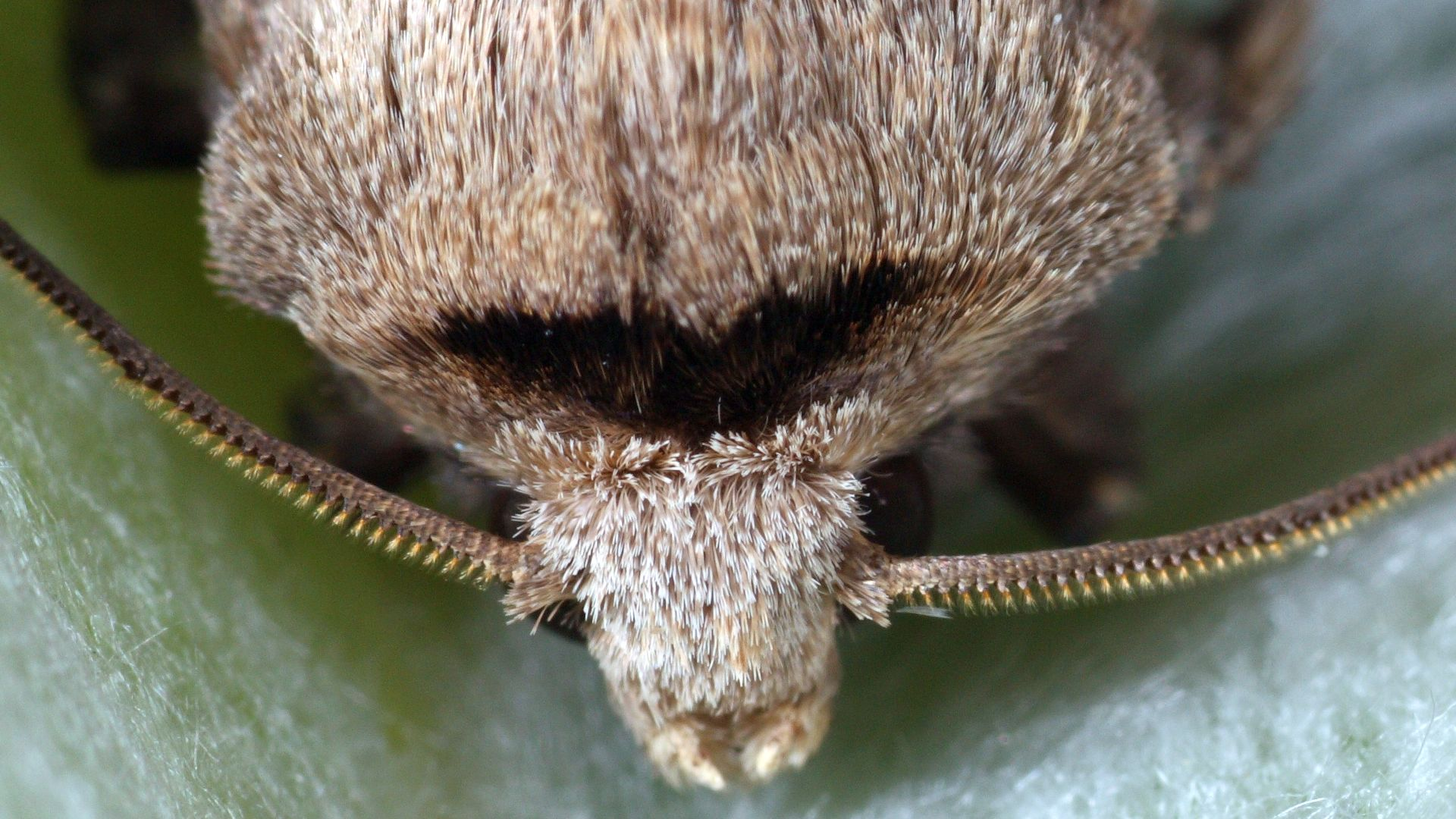
Voormerk
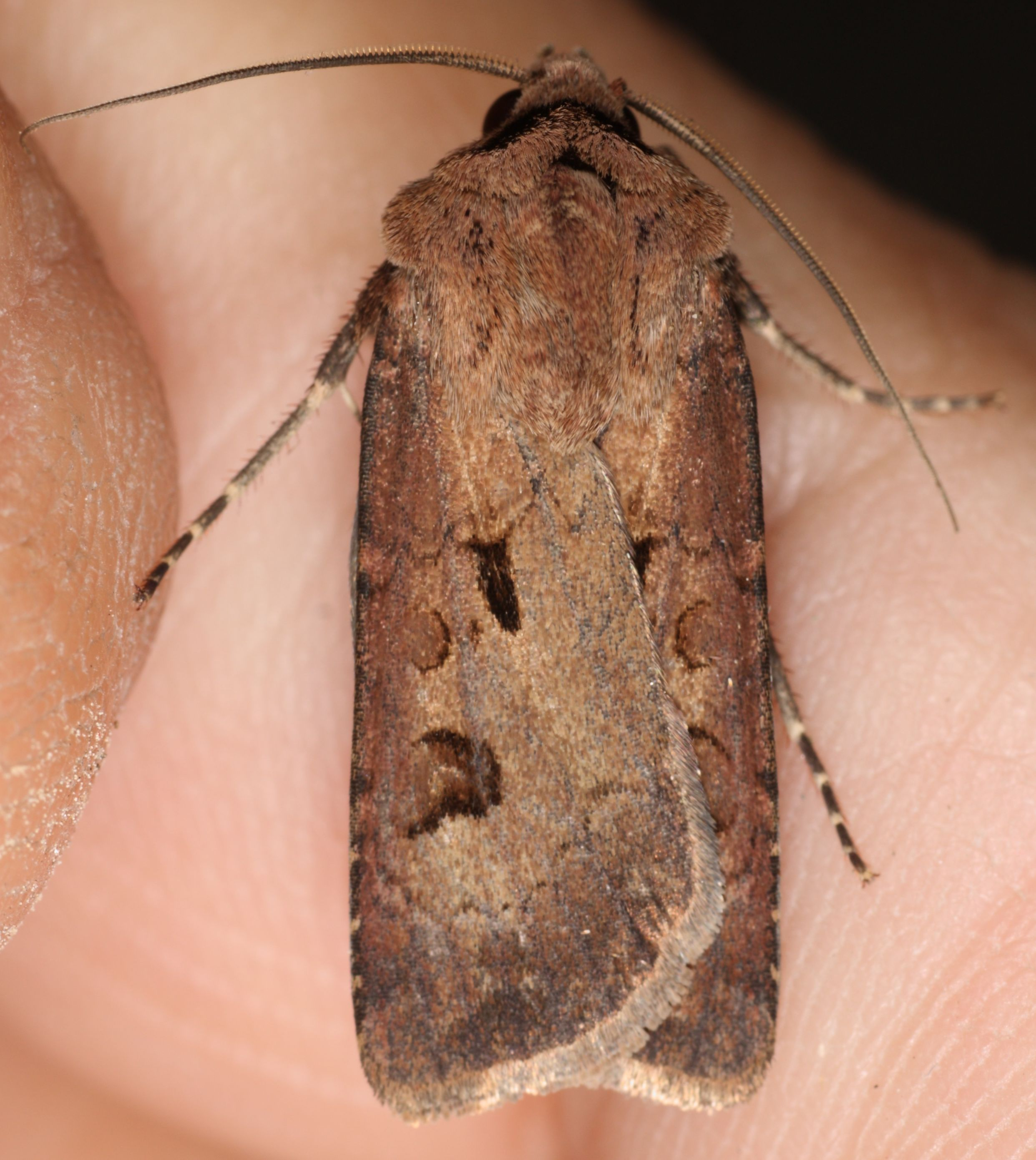
Kleurvariatie

## Voorkomen
Deze vlinder is wijdverbreid en een van de talrijkste soorten uilen. Ze komen voor in parken, tuinen, graslanden, op hellingen en andere open niet te natte plekken.
In Nederland zijn ze waar te nemen van mei tot en met augustus, in een tot twee generaties.

## Levenswijze
Overdag zijn ze moeilijk waar te nemen en houden zij zich verborgen. Als ze bij toeval ontdekt en gestoord worden verdwijnen ze snel en af en toe huppelend in het dichte gras zonder op te vliegen.
’s Avonds komt de gewone worteluil ook wel op het kunstlicht af.

De rupsen leven van grassen, kruiden en worteltjes met een voorkeur voor sla.

De vlinders en rupsen worden graag gegeten door insecteneters.